# Polska A i B
Polska „A” i „B” – potoczne i umowne określenie regionów Polski o znaczących dysproporcjach w gospodarczym i społecznym poziomie rozwoju, w tym w sieci komunikacyjnej, przemyśle, kulturze i innych. Wyrażenie Polska „A” symbolizować ma część kraju o wyższym, a Polska „B” tę o niższym poziomie rozwoju.
Czasami występuje także podobny podział na trzy części: Polska „A”, „B” i „C”.

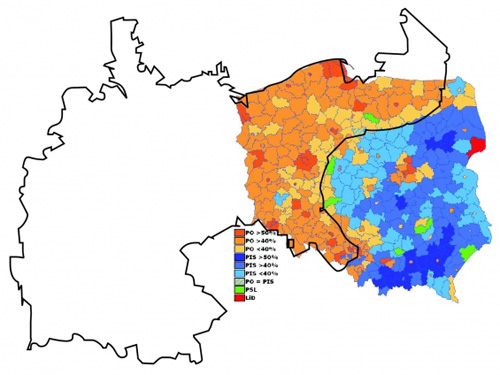
Zestawienie map granic cesarstwa niemieckiego i wyników wyborów parlamentarnych w 2007 roku w Polsce.

## Rozbiory
Genezy Polski „A” i „B” można doszukać się w okresie rozbiorów, gdzie ziemie rozbioru pruskiego były znacznie lepiej zagospodarowane od zaboru austriackiego i zaboru rosyjskiego. Już w okresie przedrozbiorowym, zachodnie tereny Rzeczypospolitej Obojga Narodów były gęściej zaludnione, co także ma tutaj znaczenie.

## II Rzeczpospolita

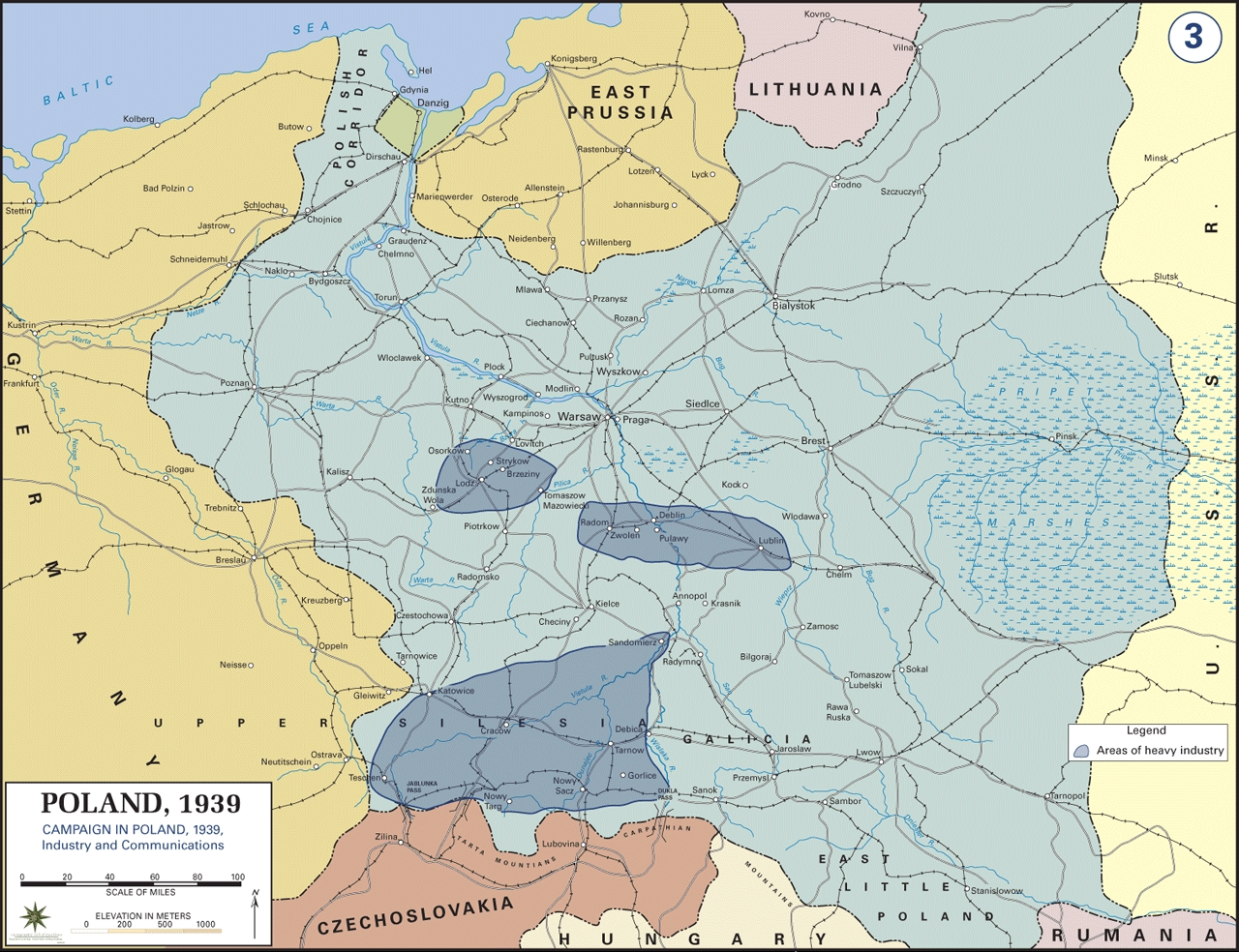
Sieć transportowa i przemysł w Polsce w 1939

Najczęściej do Polski „A” zaliczano ziemie leżące na zachód, a do Polski „B” – na wschód od Wisły. Województwa przedwojennej Polski „B” to: wileńskie, nowogródzkie, poleskie, wołyńskie, lwowskie, stanisławowskie, tarnopolskie, białostockie i lubelskie.
Polska „A”, lepiej uprzemysłowiona, dostarczała np. około 85% krajowej produkcji energii elektrycznej i 100% stali. Gospodarka Polski „B” była w znacznie większym stopniu nastawiona na rolnictwo niż Polski „A”. W roku 1937 zaledwie 12,2% ogółu robotników zatrudnionych w przemyśle pracowało w Polsce „B”. W przybliżeniu poziom zróżnicowań w ujęciu ekonomicznym (PKB itp.) można przedstawić jako 2:1 na korzyść Polski „A”.
Nigdy niezrealizowany z powodu wybuchu wojny Plan Piętnastoletni zakładał m.in. wyrównywanie różnic w poziomie życia w różnych regionach kraju. Poprzedziła go budowa Centralnego Okręgu Przemysłowego.

## III Rzeczpospolita

Droga ekspresowa S7 – jedna z proponowanych współcześnie linii podziału na Polskę „A” i „B”

Współcześnie przyjmuje się różne koncepcje podziału kraju na Polskę „A” i „B”. Najbardziej klasyczną jest ta, którą aprobowano już w czasach II RP. Coraz częściej usłyszeć można jednak głosy o przesuwaniu się granicy między Polską „A” i „B”. Teoria (odnosząca się wprawdzie do koncepcji Wisły jako linii granicznej, ale nieco ją korygująca) zakłada, że do Polski „A” zalicza się tereny położone na zachód od drogi ekspresowej S7 (Gdańsk–Chyżne), zaś do Polski „B” – na wschód od niej. Zdecydowanie inną jest koncepcja oparta na założeniu, że granicę między Polską „A” i „B” wyznacza linia wytyczona między Suwałkami a Opolem. W tej wersji Polskę „A” stanowią tereny położone na północny zachód od linii, zaś Polskę „B” – na południowy wschód od niej. W myśl jeszcze innej koncepcji podział nie przebiega południkowo, lecz równoleżnikowo. Wynika to z faktu, że wszystkie metropolie poza Trójmiastem położone są w centralnej bądź południowej części państwa. Ze względu na silną polaryzację polityczną w Polsce, coraz częściej jako Polskę „A” klasyfikuje się byłe tereny Prus i zaboru pruskiego, w których najsilniejsze poparcie zazwyczaj ma Platforma Obywatelska, a jako Polskę „B” byłe tereny zaborów rosyjskiego i austriackiego, w których najsilniejsze poparcie ma w większości wyborów Prawo i Sprawiedliwość. Granice tych umownych obszarów są płynne, niekiedy klasyfikacja przedstawiana jest wg obecnych województw (województwo łódzkie i województwa położone na wschód od niego, oprócz warmińsko-mazurskiego jako Polska „B”, pozostałe województwa jako Polska „A”). Na podstawie podziału politycznego jako „ekslawy Polski „A” są traktowane też niekiedy tereny dużych miast, względnie również ich aglomeracji położonych na terenie Polski „B”, takich jak Warszawa, Łódź, czy Kraków, jako że w największych aglomeracjach w Polsce niezależnie od położenia geograficznego największe poparcie w wyborach regularnie zdobywa Platforma Obywatelska. W przypadku podziału Polski według kryteriów politycznych mniejszą wagę przywiązuje się do poziomu rozwoju danego terytorium, lecz większą do podziału politycznego i „A” nie musi oznaczać regionu o wyższym poziomie rozwoju od „B”.

## ProgramRozwój Polski Wschodniej

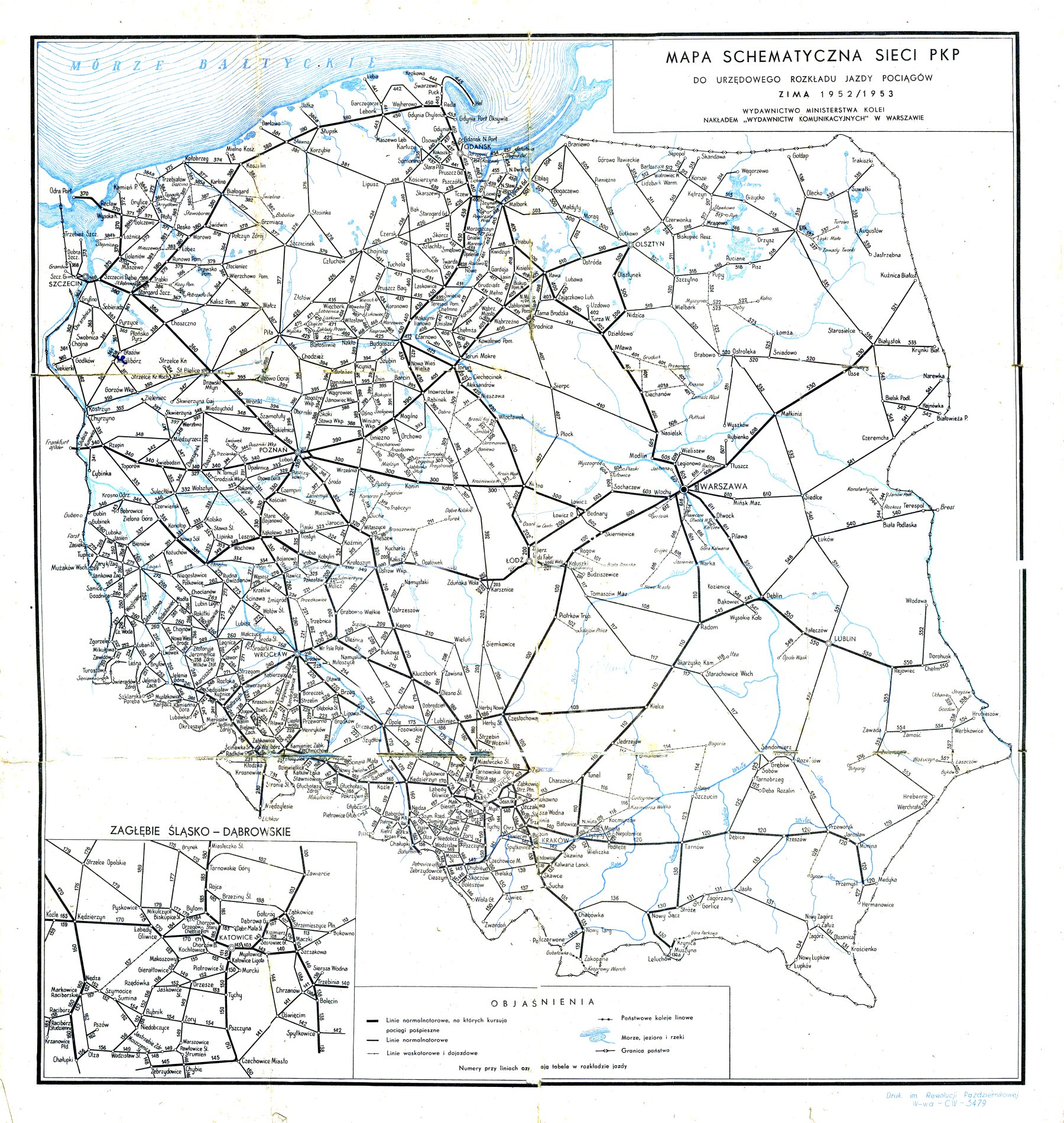
Sieć kolejowa w Polsce w 1952

2 października 2007 roku komisarz ds. polityki regionalnej Danuta Hübner podpisała decyzję Komisji Europejskiej przyjmującą do realizacji Program Operacyjny „Rozwój Polski Wschodniej”. Program ten stanowi dodatkowy element wsparcia z funduszy strukturalnych, który wzmocni działanie innych programów na obszarze pięciu województw zaliczonych na jego potrzeby do Polski Wschodniej: podlaskiego, lubelskiego, podkarpackiego, świętokrzyskiego oraz warmińsko-mazurskiego.